# Saltator atripennis
El pepitero alinegro , saltador alinegro o saltador de alas negras (Saltator atripennis) es una especie de ave paseriforme de la familia Thraupidae perteneciente al  numeroso género Saltator, anteriormente colocada en la familia Cardinalidae. Es nativo de las montañas del noroeste de América del Sur.

## Distribución
Se distribuye de forma disjunta a lo largo de los Andes orientales y centrales de Colombia y de los Andes occidentales hacia el sur hasta el sur de Ecuador (Loja).
Esta especie puede ser poco común a localmente bastante común en sus hábitats naturales: el dosel y los bordes de bosques montanos bajos, principalmente entre los 500 y 1700 m de altitud.

## Sistemática

### Descripción original
La especie S. atripennis fue descrita por primera vez por el zoólogo británico Philip Lutley Sclater en 1857 bajo el mismo nombre científico; su localidad tipo es: «Popayán, Colombia».

### Etimología
El nombre genérico masculino «Saltator» proviene del latín «saltator, saltatoris» que significa ‘bailarín’; y el nombre de la especie «atripennis» se compone de las palabras del latín  «ater»: ‘negro’, y «pennis»: ‘de alas’.

### Taxonomía
El género Saltator era tradicionalmente colocado en la familia Cardinalidae, pero las evidencias genéticas demostraron que pertenece a Thraupidae, de acuerdo con Klicka et al (2007). Estas evidencias también muestran que la presente especie es hermana de Saltator atriceps, y el par formado por ambas es hermano de S. maximus.

### Subespecies
Según la clasificación Clements Checklist/eBird v.2019 se reconocen dos subespecies, con su correspondiente distribución geográfica:
- Saltator atripennis atripennis P.L. Sclater, 1857 – Colombia (ambas pendientes de los Andes occidentales y pendiente occidental de los Andes centrales) y extremo noroeste de Ecuador.
- Saltator atripennis caniceps Chapman, 1914 – pendiente occidental de los Andes orientales de Colombia y oeste de Ecuador.

La clasificación del Congreso Ornitológico Internacional (IOC) no reconoce a caniceps como válida